# Роберт Халф
Robert Half Inc. — міжнародна консалтингова компанія з управління персоналом, заснована в 1948 році, з офісами в Менло-Парку та Сан-Рамоні, штат Каліфорнія. Це одна з найбільших у світі бухгалтерських та фінансових кадрових компаній, що має понад 345 офісів по всьому світу.
Через свої підрозділи Accountemps, Finance & Accounting та Management Resources компанія надає персонал у сфері бухгалтерського обліку та фінансів. Інші підрозділи включають Robert Half Technology, що надає послуги з розробки програмного забезпечення, додатків, ІТ-інфраструктури та операційної діяльності; Office Team, що спеціалізується на підборі персоналу для адміністративної роботи та обслуговування клієнтів; The Creative Group, що фокусується на дизайні, мистецтві та творчих талантах; та Robert Half Legal, що надає послуги з підбору персоналу для юристів. 2002 року Роберт Халф заснував дочірню компанію Protiviti Inc. для надання послуг з внутрішнього аудиту, фінансового, операційного, технологічного, управлінського консалтингу та консультування з питань управління ризиками.

## Історія
Роберт Халф та його дружина Максін заснували кадрову агенцію Robert Half Personnel Agency у Нью-Йорку в 1948 році. Він також створив компанію Accountemps, яка надавала послуги тимчасових бухгалтерів.
Фірма стала публічною в 1987 році, а потім розширила свою діяльність на Європу в 1993 році. На додаток до бренду Accountemps, фірма розширилася, включивши в себе спеціалізовані групи, що зосереджуються на технологічних, юридичних і творчих кадрах. У 1991 році компанія придбала The Affiliates, перейменувавши її в Robert Half Legal.
Robert Half також надає незалежний консалтинг з питань ризиків, внутрішнього аудиту та інформаційних технологій через свою дочірню компанію Protiviti, засновану у 2002 році з придбанням колишніх співробітників Arthur Andersen.
У 2003 році компанія викупила останню з небагатьох незалежних франчайзингових операцій.
У 2006 році компанія через свою дочірню компанію Protiviti Inc. придбала активи PG Lewis & Associates, постачальника послуг з аналізу даних та кібербезпеки, заснованого у 2003 році. Фінансові умови не розголошуються.
У квітні 2022 року Роберт Халф переніс свою лінію юридичних консультаційних послуг до Protiviti, що дозволило дочірній компанії розширити свою практику юридичного консалтингу.